# Корпісаарі
Корпіса́рі (рос. Корписари), фін. Korpisaari — невеликий острів у Ладозькому озері. Належить до групи Західних Ладозьких шхер. Територіально належить до Лахденпохського району Карелії, Росія.
Витягнутий з північного заходу на південний схід. Довжина 7,5 км, ширина 2,1 км.
Розташований між вузькими затоками Куркійоцькою на півночі та Найсмері на півдні. Глибоко вдається в суходіл. Острів рівнинний, найвища точка — 58 м в центрі. На заході збудовано міст до материка.